# Joan Jett
Joan Jett, pseudonimo di Joan Marie Larkin (Filadelfia, 22 settembre 1958), è una cantante, chitarrista, attrice e produttrice discografica statunitense.
La carriera di Joan Jett ebbe inizio nel 1975 quando fondò le Runaways, una rock band femminile gestita dal manager Kim Fowley, il quale lanciò le cinque ragazze verso il successo internazionale. Fu dopo lo scioglimento delle Runaways che Jett, e parallelamente la sua collega Lita Ford, intrapresero la carriera solista, ottenendo entrambe un buon successo durante tutti gli anni ottanta. Jett in particolare venne conosciuta grazie al successo globale ottenuto dalla hit I Love Rock 'n' Roll, cover dei The Arrows tratta dal disco omonimo (1981), che sarà riconosciuto in assoluto come il suo brano più famoso, riproposto in seguito da altri artisti come Britney Spears, 5ive e Miley Cyrus.
Durante la prima fase della sua carriera, Jett era solita pubblicare dischi composti in buona parte da cover di artisti rock & roll degli Cinquanta e Sessanta: la sua musica era particolarmente influenzata dall'hard rock, dal glam rock e dal punk rock. Fu in seguito, a partire dai primi anni novanta, che l'artista divenne fonte d'ispirazione per quella schiera di band al femminile rappresentatrici delle scene rock alternativo, riot grrrl e grunge.
Da qui ebbero inizio diverse collaborazioni con alcuni gruppi e personaggi del movimento come L7, Bikini Kill, Circus Lupus e Babes in Toyland. Tuttavia la sua carriera subì un calo dopo questo ritorno di fiamma, sparendo dalla scena musicale per diversi anni. Joan Jett è tornata sulle scene poi nel 2006 con la pubblicazione dell'ultimo album Sinner (2006), dove torna ad indirizzarsi sul rock degli esordi con sfumature più moderne.

## Biografia
Joan Jett nacque a Wynnewood, nei sobborghi di Filadelfia, in Pennsylvania, con il nome di Joan Marie Larkin. Si ricollocò poi a Rockville, in Maryland, nel 1967, all'età di 9 anni, ma lasciò il Maryland a 12 anni, spostandosi a Los Angeles, California, con la sua famiglia. A 15 anni fondò il suo primo gruppo, una band tutta femminile con cui cominciò ad esibirsi nella zona. Kim Fowley, produttore discografico di Los Angeles, scoprì la band ad uno dei loro concerti e divenne loro manager; presto il gruppo venne rinominato The Runaways e si assicurò un contratto con l'etichetta Mercury Records.
La band realizzò tre album durante la carriera, ma non ottenne mai un rilevante successo commerciale negli Stati Uniti; al contrario riuscirono a guadagnarsi una ottima schiera di fan in Giappone; il gruppo divenne popolare nel circuito di Los Angeles nella scena hard rock e punk rock. Ciò portò Jett a produrre il primo album della punk rock band The Germs, intitolato (GI), nel 1979. Le Runaways si sciolsero prematuramente nella primavera del 1979 e Joan Jett si spostò a New York per dare inizio alla carriera solista.

### Anni ottanta: carriera solista

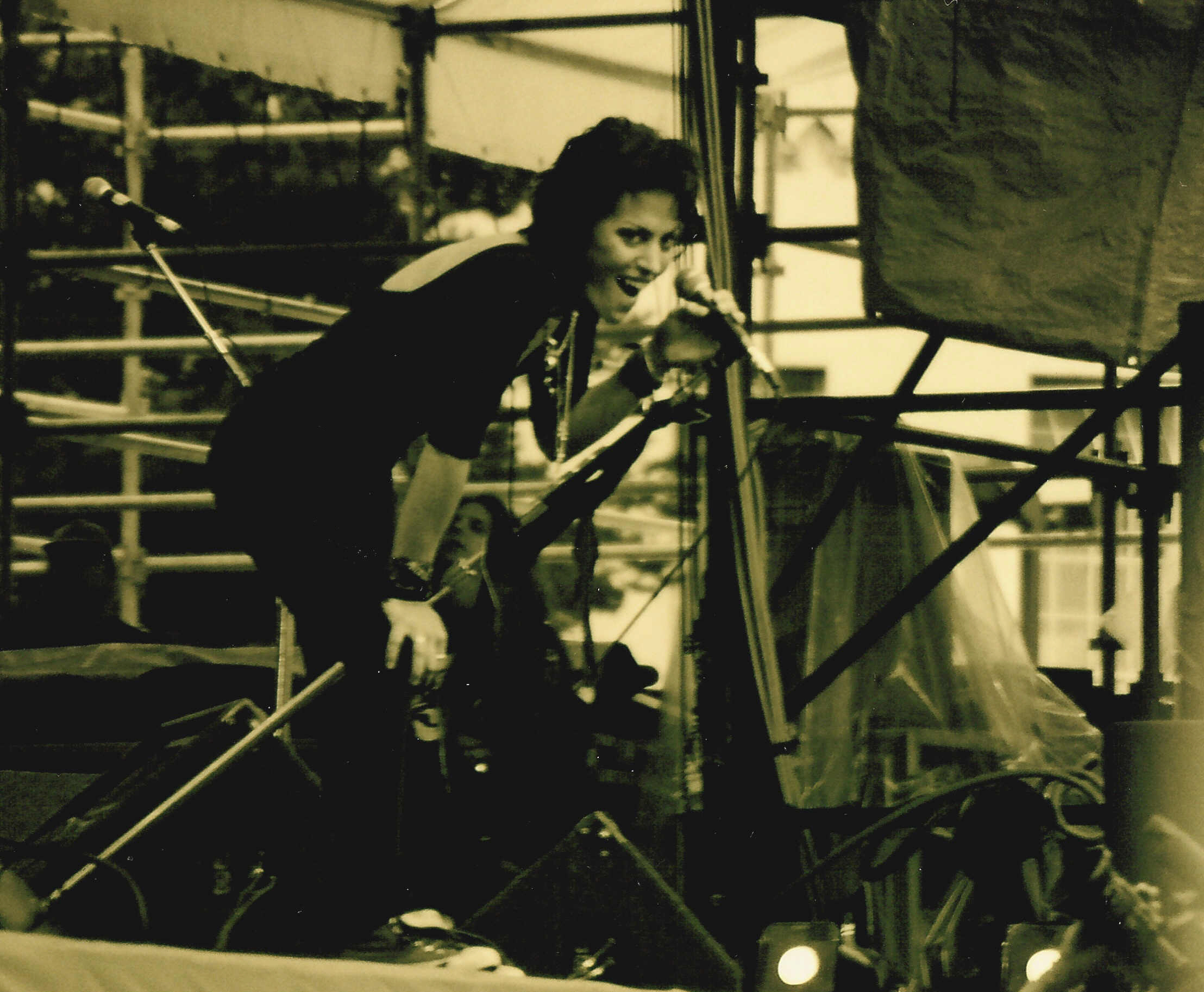
Joan Jett nel 1994

Con l'ausilio del produttore/manager Kenny Laguna, Joan Jett realizzò negli States il primo album omonimo nel 1980, senza suscitare l'interessamento da parte di alcuna etichetta. Questo primo lavoro era composto da un rock & roll più tradizionale, con influenze punk rock e glam rock, mantenendo comunque l'atteggiamento ribelle degli esordi. Il disco, composto in gran parte da cover, ottenne ottime vendite per essere un prodotto indipendente, e subito la Boardwalk Records si presentò come interessata per un contratto discografico. L'etichetta ristampò il disco sotto il nome di Bad Reputation, e presto ottenne la 51ª posizione nelle classifiche statunitensi. Tra i vari musicisti coinvolti nelle sessioni del disco, figuravano anche gli ex membri dei Sex Pistols Steve Jones e Paul Cook, che suonarono nel brano You Don't Own Me (cover di Lesley Gore).
Jett a questo punto decise di comporre una vera e propria band, che chiamò Blackhearts, poco prima di passare alle registrazioni del secondo album. I Blackhearts erano composti dal chitarrista Ricky Byrd, dal bassista Gary Ryan, e dal batterista Lee Crystal. Pubblicato verso la fine del 1981, l'album I Love Rock 'n Roll divenne il suo più grande successo, permettendo all'artista di entrare nella Top 10 statunitense e diventando disco di platino. Il singolo omonimo estratto dal disco era originariamente una cover dei Arrows del 1975, e la versione di Jett ottenne un enorme successo, rimanendo per sette settimane in prima posizione nella primavera del 1982. Il singolo successivo, la cover di Tommy James & the Shondells Crimson and Clover, entrò anch'esso nella top 10, mentre il terzo singolo, la cover di Gary Glitter Do You Wanna Touch Me (Oh Yeah), tratta dal primo disco, Bad Reputation, si piazzò alla 20ª posizione nell'estate 1982. L'etichetta spinse ad includere all'interno dell'album la canzone natalizia Little Drummer Boy, che sostituì il brano Oh Woe Is Me (quest'ultimo verrà incluso nel disco solo nella versione rimasterizzata).
Il terzo disco, intitolato semplicemente Album, venne realizzato nel 1983, ed ottenne il disco d'oro spinto dalle hit Fake Friends e Everyday People (cover degli Sly & the Family Stone), che entrarono nella Top 40. Nel 1984 vide la luce il quarto album dal titolo di Glorious Results of a Misspent Youth, che venne pubblicato in Spagna con il nome di I Need Someone. Questo album conteneva, tra le varie cover, anche uno dei pezzi più famosi pubblicati delle Runaways, ovvero Cherry Bomb, tuttavia non ottenne particolari riscontri commerciali. Durante questo periodo l'artista fece causa al giornale Playboy a causa della pubblicazione di alcune foto in cui pareva essere stata ripresa nuda in una vasca da bagno. Jett poi ritirò la causa quando venne rivelato che la ragazza in questione era in realtà un'altra ex componente Runaways, la bassista Laurie MaCallister.

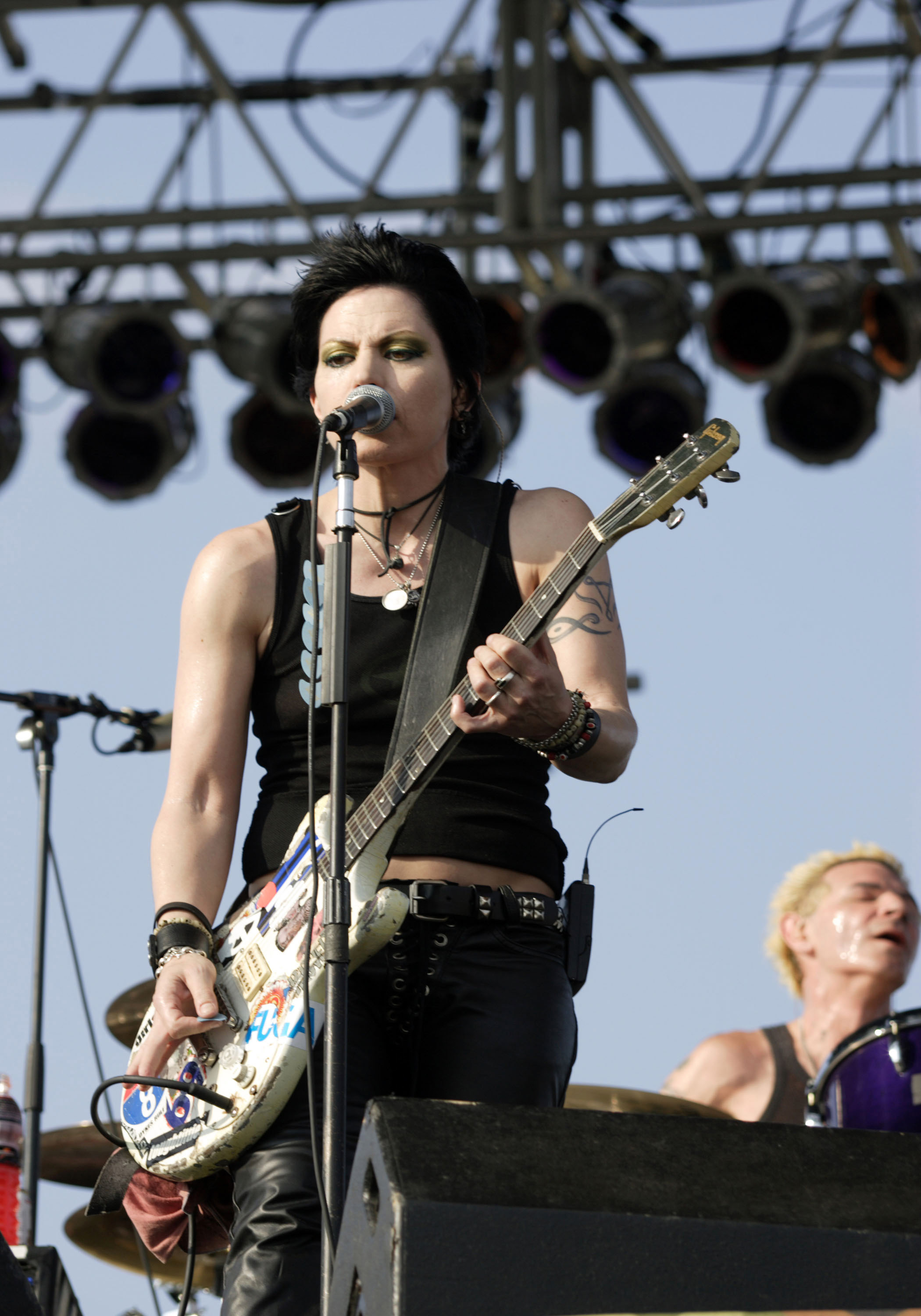
Joan Jett nel maggio 2005

Joan Jett partecipò anche alla colonna sonora del film Toccato! (1985) con il brano Gotcha Where I Want Ya. Il quinto album Good Music, pubblicato nel 1986, vedeva numerosi ospiti contribuire alle sessioni. Il disco includeva la cover dei Beach Boys Fun, Fun, Fun, nel quale parteciparono come coristi i Beach Boys stessi. Tra le altre cover figuravano You Got Me Floatin' di Jimi Hendrix e Roadrunner di Jonathan Richman. Mentre anche questo disco non venne particolarmente preso in considerazione, Jett ottenne il suo primo ruolo di attrice nel film La luce del giorno (titolo originale Light Of Day) con Michael J. Fox nel 1987. La title track, scritta da Bruce Springsteen, entrò nella Top 40 a seguito dei buoni riscontri del film.
Dopo questa serie di album passati quasi inosservati, Joan Jett non ottenne un'altra posizione nella Top Ten fino al 1988, quando il brano I Hate Myself for Loving You, estratto dal disco Up Your Alley, riuscì a scalare le classifiche piazzandosi alla 8ª posizione; Up Your Alley divenne il suo secondo disco ad ottenere il platino. In occasione delle nuove sessioni di quest'ultimo lavoro, la sezione ritmica venne aggiornata con il bassista Kasim Sulton ed il batterista Thommy Price (quest'ultimo, già membro degli Atomic Playboys di Steve Stevens). Inoltre, tra gli ospiti figurava l'ex chitarrista dei Rolling Stones Mick Taylor, accreditato nella traccia d'apertura I Hate Myself For Loving You, scritta in collaborazione con il noto produttore/songwriter Desmond Child, che entrò nella Top Ten statunitense.
Anche il singolo successivo, Little Liar ottenne buoni riscontri, entrando nella TOP 20 e contribuendo alla popolarità Up Your Alley che superò il milione di copie. La notiamo nel 1986 come ospite nel disco The Final Frontier del gruppo heavy metal dei Keel, nel brano delle Bangles Hazy Shade Of Winter (cover dei Simon and Garfunkel) nel 1987, e nel disco Discipline del noto produttore Desmond Child nel 1990. Inoltre contribuì alla composizione del famoso brano House Of Fire di Alice Cooper, contenuto nell'album Trash (1989).

### Anni novanta
Joan Jett si ripresentò nel 1990, anno della pubblicazione del cover album The Hit List che ottenne la 36ª posizione. Curiosamente, per la prima e unica volta i Blackhearts non vennero accreditati nel titolo di un disco di Joan Jett dopo la formazione della band, nonostante il gruppo partecipasse comunque alle incisioni delle tracce. L'anno successivo vide la luce l'ottavo album in studio, Notorious, che però deluse nelle vendite. Nel 1993 venne pubblicata la raccolta Flashback, che includeva pezzi rari dei primi anni. Jett poi recitò il ruolo di Felicia Martins nella serie TV Highlander.
Proprio attorno ai primi anni novanta, una nuova generazione di rocker al femminile esplose cavalcando l'ondata grunge e alternative rock che si propagava all'inizio del decennio, grazie a gruppi come le L7 o le Bikini Kill, che citavano Jett e le Runaways come fonte di ispirazione. Joan Jett venne presto coinvolta nella scena, contribuendo alla produzione di materiale di band come i Circus Lupus e Bikini Kill. Come conseguenza, il suo nuovo album Pure and Simple ricevette molti più elogi di ogni suo altro album dalla metà degli anni ottanta. Le sonorità del disco vedevano di nuovo Jett ricalcare il classico stile rock & roll, aggiornando la formazione con il chitarrista Tony Bruno (ex Danger Danger, Saraya), il bassista Kenny Aaronson (ex Dust, Rick Derringer) e Thommy Price (ex Blue Öyster Cult, Scandal, Atomic Playboys, Adam Bomb) alla batteria, con il contributo di diversi ospiti come Kathleen Hanna delle Bikini Kill, Kat Bjelland delle Babes in Toyland, Mike Howe e John Marshall dei Metal Church e Donita Sparks e Jennifer Finch delle L7.
Alcune tracce erano state composte in collaborazione con gli autori da classifica Jim Vallance e Desmond Child. La versione audio cassetta del disco presentava in aggiunta la traccia Hostility, composta in collaborazione con Donita Sparks, mentre la versione in vinile conteneva un'ulteriore traccia, Here To Stay scritta e suonata con in contributo di Kat Bjelland delle Babes in Toyland. Nel 1995 Jett formò un gruppo chiamato Evil Stig con i rimanenti membri dei Gits, una punk rock band di Seattle, la cui cantante, Mia Zapata, era stata stuprata e uccisa nel 1993. Con questo progetto registrò un live album omonimo. Nel 1997 venne pubblicata la raccolta Fit To Be Tied conteneva al suo interno anche la traccia inedita World Of Denial. La punk band del New Jersey Electric Frankenstein reinterpretò Bad Reputation che incluse nel loro album Sod The Odds!.
Jett partecipò nel 1998 ad un album tributo a Iggy Pop chiamato We Will Fall: The Iggy Pop Tribute, con i brani Real Wild Child e I Wanna Be Your Dog, quest'ultimo in versione live, già presente nel disco Up Your Alley (1988). Nel 1998 la boyband britannica dei 5ive campionò la base del brano I Love Rock 'n' Roll nella versione di Joan Jett cantando sulla base un testo differente intitolandolo Everybody Get Up. Dal 1999 il chitarrista Doug Cangialosi sostituì Tony Bruno nei Blackhearts in occasione nelle sessioni del disco Fetish. In questo periodo Joan Jett si rasò la testa iniziò ad orientarsi su tematiche bondage.

### Anni successivi

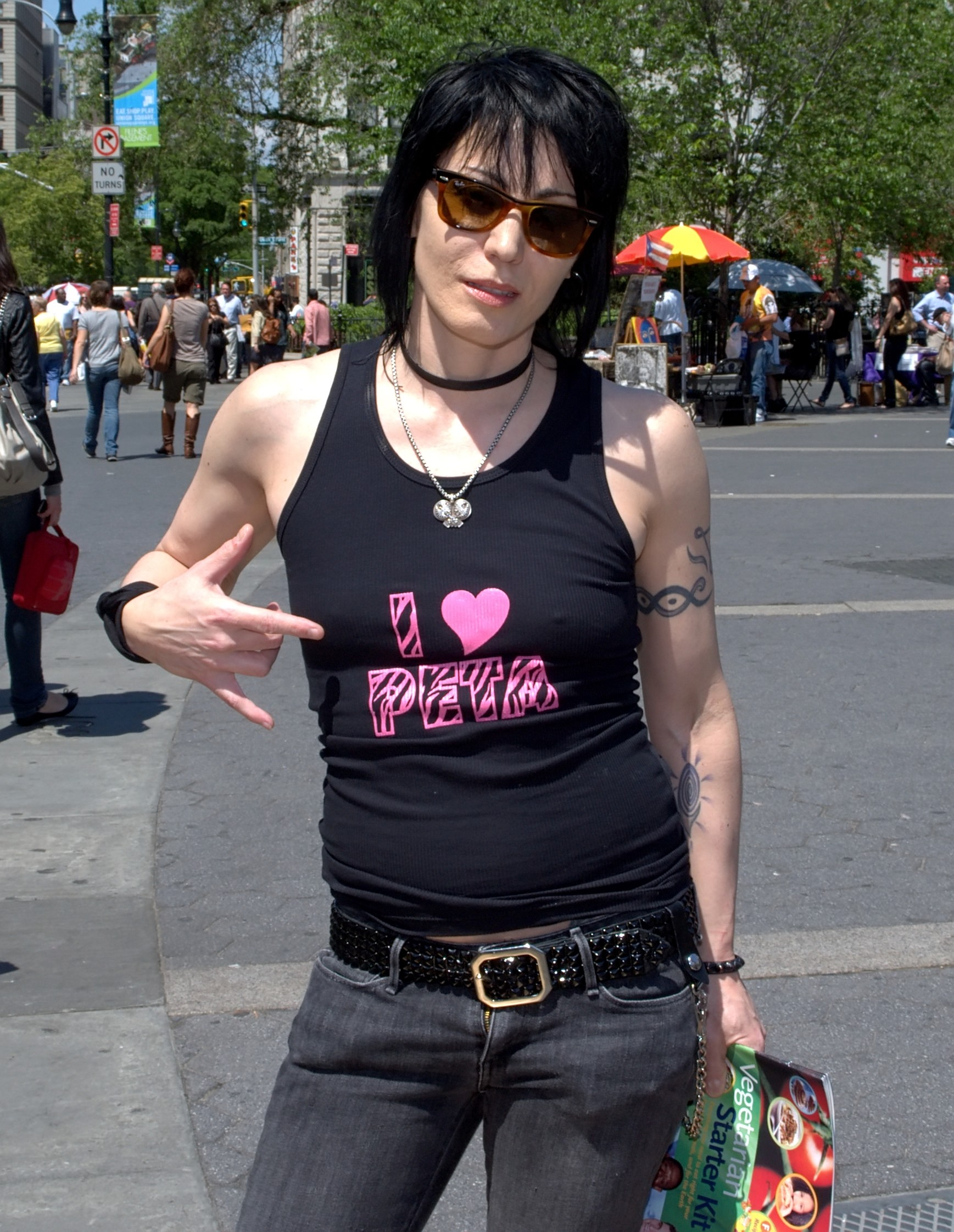
Joan Jett nel 2010

Con l'inizio del nuovo millennio emersero alcune voci sulla reunion delle Runaways, smentite dalle ex componenti. La traccia "Bad Reputation" venne riproposta dagli Halfcocked ed inclusa nella colonna sonora del film di animazione Shrek nel 2001. Lo stesso anno la cantante ottenne ulteriore pubblicità quando Britney Spears riprese il brano I Love Rock 'n' Roll, incluso nel suo disco Britney, che lanciò come singolo l'anno successivo. Sempre nel 2001 Joan Jett partecipò all'album tributo ai Twisted Sister Twisted Forever: A Tribute to the Legendary, con il brano We're Not Gonna Take It.
Le date live negli States nell'estate 2004 videro come turnista l'ex bassista degli Hanoi Rocks Sam Yaffa. Mentre nel 2005 il ruolo di bassista venne assegnato a David Zablidowsky, noto per aver suonato con i Trans Siberian Orchestra. Nel 2004 la cantante pubblica NAKED, diffuso però solo in Giappone, che segna il ritornò alle sonorità punk. Lo stesso anno partecipa ad un concerto tributo ai Ramones (immortalato nel film-documentario Too Tough to Die: a Tribute to Johnny Ramone) per il trentesimo anniversario della fondazione della band, insieme a Henry Rollins dei Black Flag, Steve Jones dei Sex Pistols, Tim Armstrong dei Rancid, Brett Gurewitz dei Bad Religion ed altri ancora.
Nel 2006 una versione aggiornata dell'album NAKED, ribattezzata Sinner, viene pubblicata sul mercato internazionale con l'aggiunta di quattro brani. Da questo disco viene estratto come singolo A.C.D.C., una cover degli Sweet, al quale videoclip partecipò Carmen Electra. I tour in ottobre e novembre vedono il gruppo al fianco degli Eagles of Death Metal. Nel tour di Avril Lavigne del 2008 viene proiettato un video-montaggio di tutti i video musicali della cantante con in sottofondo Bad Reputation cantata da Avril stessa. Il video è stato incluso nel DVD The Best Damn Tour - Live in Toronto. Il 19 giugno 2010 apre il concerto dei Green Day al Wembley Stadium di Londra. Nel 2014 suona e canta Smells Like Teen Spirit durante l'introduzione dei Nirvana nella Rock and Roll Hall of Fame. Il 18 aprile 2015 Joan Jett & The Blackhearts vengono introdotti nella lista dei performer della Rock and Roll Hall of Fame, insieme allo scomparso Lou Reed, i Green Day, Bill Withers, Stevie Ray Vaughan and Double Trouble e la Paul Butterfield Blues Band.
È vegetariana ed ha accettato di essere testimonial della campagna PETA in favore del vegetarismo, con un video in cui spiega che tutti dovrebbero smettere di mangiare carne per il bene degli animali e del pianeta. Nell'estate del 2009 è stato girato un film dedicato al vecchio gruppo di Joan Jett, le Runaways, intitolato proprio The Runaways, uscito nelle sale nel 2010. Alcune delle attrici coinvolte nella realizzazione della pellicola sono Kristen Stewart (nei panni di Joan Jett) e Dakota Fanning. Nel 2015 collabora con la "Happy Hippie Foundation", suonando con artisti come Miley Cyrus, Melanie Safka e Laura Jane Grace allo scopo di produrre video di collaborazioni musicali, tutte con la stessa tematica, e rendere queste ultime le portavoce della fondazione stessa. Viene considerata una delle migliori rappresentanti del punk rock.

## Vita privata
Joan Jett ha costantemente rifiutato di confermare o negare le voci che la vedevano come lesbica o bisessuale. In un'intervista nel 1994 con il magazine Out affermò: «I'm not saying no, I'm not saying yes, I'm saying believe what you want. Assume away—go ahead.» ("Non sto dicendo di no, non sto dicendo di sì, sto dicendo credete in quello che volete. Prendete una decisione e andate avanti"). Nel 2006 ha smentito i pettegolezzi che la vedevano come apertamente lesbica, ribadendo: «I never made any kind of statement about my personal life on any level. I never made any proclamations. So I don't know where people are getting that from.» ("Non ho mai rilasciato dichiarazioni di nessun tipo riguardanti la mia vita privata. Quindi non so dove la gente l'abbia sentito").
Jett ha appoggiato Howard Dean come candidato alle primarie nelle elezioni presidenziali negli Stati Uniti del 2004, data la sua posizione sulla guerra in Iraq. È stata vegetariana per più di 20 anni supportando sia PETA che Farm Sanctuary. Dopo aver abbracciato il vegetarianismo, apprese dell'impatto ambientale causato dall'allevamento intensivo, e divenne sostenitrice del veganismo.

## Formazione

### Formazione attuale
- Joan Jett - voce, chitarra
- Dougie Needles - chitarra
- Kenny Laguna - tastiere
- Thommy Price - batteria
- Acey Slade - basso

### Ex componenti (parziale)
- Gary Ryan - basso
- Lee Crystal - batteria
- Ricky Byrd - chitarra, voce
- Kasim Sulton - basso, cori
- Thommy Price - batteria
- Phil Feit - basso
- Tony Bruno - chitarra
- Kenny Aaronson - basso
- Enzo Penizzotto - basso

## Discografia

### Solista

#### Album in studio
- 1980/1981 - Joan Jett/Bad Reputation
- 1981 - I Love Rock 'n Roll
- 1983 - Album
- 1984 - Glorious Results of a Misspent Youth
- 1986 - Good Music
- 1988 - Up Your Alley
- 1990 - The Hit List
- 1991 - Notorious
- 1994 - Pure and Simple
- 2006 - Sinner
- 2013 - Unvarnished

#### Raccolte
- 1993 - Flashback
- 1994 - Original Hit Collection
- 1997 - Fit to Be Tied
- 1999 - Fetish
- 2007 - Album/Glorious Results of a Misspent Youth
- 2010 - Greatest Hits

#### Altro materiale
- 1992 - I Love Rock'N Roll 92 [EP] (solo Giappone)
- 1993 - Do You Wanna Touch Me [raccolta] (solo Francia)
- 1995 - 1979 [raccolta] (solo Fan Club)
- 1996 - Great Hits [raccolta] (solo Germania)
- 2000 - Unfinished Business [EP] (solo Fan Club)
- 2003 - Jett Rock [raccolta] (solo Giappone)
- 2004 - NAKED [studio] (solo Giappone)

### Con le Runaways

#### Album studio
- 1976 - The Runaways
- 1977 - Queens of Noise
- 1977 - Waitin' for the Night

#### Album dal vivo
- 1977 - Live in Japan

#### Raccolte
- 1978 - And Now... The Runaways
- 1980 - Flaming Schoolgirls
- 1982 - The Best Of The Runaways
- 1991 - Neon Angels
- 1993 - Born to be Bad
- 2005 - 20th Century Masters - The Millennium Collection: The Best of the Runaways
- 2008 - Japanese Singles Collection
- 2008 - The Runaways/Queens of Noise

### Con gli Evil Stig
- 1995 - Evil Stig

### Partecipazioni

#### Ospite
- 1986 - Keel - The Final Frontier
- 1991 - The Lost - The Lost
- 1991 - Desmond Child - Discipline
- 1995 - Evil Stig - Evil Stig
- 2006 - Marky Ramone - Start of the Century
- 2006 - Peaches - Impeach My Bush
- 2006 - Vari artisti - Warped Tour 2006 Tour Compilation

#### Colonne sonore
- 1985 - Gotcha
- 1987 - Al di là di tutti i limiti (Less Than Zero)
- 1987 - La luce del giorno

#### Tribute album
- 1997 - We Will Fall: The Iggy Pop Tribute
- 2001 - Twisted Forever: A Tribute to the Legendary

## Filmografia

### Attrice

#### Cinema
- La luce del giorno (Light of Day), regia di Paul Schrader (1987)
- Repo! The Genetic Opera, regia di Darren Lynn Bousman (2008)

#### Televisione
- Highlander – serie TV, episodio 1x05 (1992)
- Ellen – serie TV, episodio 4x23 (1997)
- Walker, Texas Ranger – serie TV, episodio 8x24 (2001)
- Criminal Intent – serie TV, episodio 7x16 (2008)
- Big Driver, regia di Mikael Salomon – film TV (2014)
- Sex&Drugs&Rock&Roll – serie TV, episodio 1x03 (2015)
- I Muppet (The Muppets) – serie TV, episodio 1x12 (2016)
- Mozart in the Jungle – serie TV, episodio 4x09 (2018)